# Anime News Network
Anime News Network (укр. Мережа новин аніме) — англомовний вебсайт, присвячений аніме-індустрії. Публікуються новини аніме, манґи, популярної японської музики та статті, присвячені культурі отаку в Північній Америці та Японії.
На сайті розміщуються статті, діє форум та енциклопедія, яка містить велику кількість інформації про аніме та манґу від японських та англійських виробників, незрозумілі терміни, саундтреки. Доступний короткий опис сюжету та рейтинг.
Компанія Anime News Network LLC базується у Канаді і має окремі новості домени для аудиторій чотирьох окремих регіонів: США та Канаду, Австралію та Нову Зеландію, Південно-Східну Азію, Індію. Сайт для Сполученого Королівства припинив своє існування з причин змін у законодавстві.

## Історія
Сайт заснований Джастіном Севакісом в липні 1998 року, котрий керував і займався розробкою канадського журналу Protoculture Addicts. У травні 2000 року до команди приєднався головний редактор Крістофер Макдональд, який замінив колишнього редактора Айзека Александера. 7 вересня 2004 року американський телеканал Sci Fi Channel визнав Anime News Network сайтом тижня.
4 липня 2008 року ANN запустила свою відеоплатформу з бібліотекою аніме-трейлерів, а також власне новинне шоу ANNtv.
7 серпня 2017 року хакер взяв під контроль основний домен сайту (animenewsnetwork.com) та зламав пов'язані облікові записи у Твіттері, включно з особистими обліковими записами генерального директора ANN Крістофера Макдональда та виконавчого редактора Зака Берчі. Сайт тимчасово працював за адресою animenewsnetwork.cc, поки персонал не відновив контроль над вихідним доменом. Через кілька днів Макдональд опублікував статтю, де привів повну історію про те, як домен було вкрадено.
1 листопада 2022 року Kadokawa Corporation оголосило о придбані більшості медіа-бізнесу Anime News Network через новоутворену дочірню компанію Kadokawa World Entertainment. За головним редактором Крістофер Макдональд і Bandai Namco Filmworks зберігалися міноритарні акції в новій компанії.